# Escut de Mongòlia
L'escut de Mongòlia fou adoptat oficialment el 25 de març de 1992 arran de la caiguda del règim comunista.
Es tracta d'un emblema circular, més que no pas un escut heràldic, ple d'elements budistes. Està emmarcat pel tumen nasan, símbol de l'eternitat, que envolta una esfera d'atzur, que és el cel etern. A la part central, d'or, una combinació del Soyombo, emblema nacional mongol, i del Cavall del Vent, al·legoria de l'ànima humana, en al·lusió a la independència, la sobirania i l'espiritualitat de Mongòlia. Al capdamunt, un chandmani, representació de les Tres Joies del budisme, que segons la cultura popular mongola concedeix desitjos i simbolitza el passat, el present i el futur. Sota el dibuix central, una serralada de sinople que representa la Mare Terra, damunt la qual ressalta una roda del destí, o Bhavacakra. A la base de l'escut, un khadag, o mocador cerimonial.

## Escut de la República Popular (1924-1991)
El primer emblema estatal de la República Popular de Mongòlia, adoptat el 1924, fou simplement el símbol del Soyombo, al qual el 1939 se li van afegir unes fulles de nelumbo, arran de la victòria en la batalla de Khalkhin Gol, que va enfrontar les tropes mongoles i soviètiques contra les del Japó i el Manxukuo.
L'escut del 1940 presentava molts motius tradicionals, com un cavaller cavalcant per l'estepa, amb una muntanya i un sol naixent, i quatre caps de bestiar en representació de la ramaderia. L'únic símbol socialista era l'estrella roja al capdamunt. Fins al 1941, el nom oficial de l'estat (Bügd Nairamdakh Mongol Ard Uls, 'República Popular de Mongòlia'), apareixia escrit en l'alfabet tradicional mongol, però a partir d'aquella data se'n van escriure només les inicials en ciríl·lic (БНМАУ).
El 1960 ja es va adoptar més simbologia comunista, com la roda dentada al·lusiva als treballadors de la indústria i unes espigues de blat en representació de la pagesia. L'estrella roja del capdamunt va incorporar la versió socialista del símbol nacional del Soyombo. A la part de baix hi figurava la bandera estatal, també amb les inicials en ciríl·lic del nom oficial de la República.

Escut utilitzat del 2 de desembre del 1924 al 14 de març del 1939
Escut utilitzat del 15 de març del 1939 al 5 d'abril del 1940
Escut utilitzat del 6 d'abril del 1940 al 31 d'octubre del 1941
Escut utilitzat de l'1 de novembre del 1941 al 5 de març del 1960
Escut utilitzat del 6 de març del 1960 al 21 de juny del 1991